# وادی میداق
وادی میداق یک منطقهٔ مسکونی در امارات متحده عربی است که در فجیره واقع شده‌است. وادی میداق ۴۰۵ متر بالاتر از سطح دریا واقع شده‌است.